# Daniel Giraud Elliot
Daniel Giraud Elliot (7 de març del 1835 - 22 de desembre del 1915) fou un zoòleg estatunidenc, fundador de la Unió d'Ornitòlegs Americans.

## Biografia
Nasqué a Nova York el 7 de març del 1835, fill de George i Rebecca Elliot. El 1858 es casà amb Ann Eliza Henderson.
Entre el 1869 i el 1879 visqué a Londres, on establí forts vincles amb ornitòlegs i naturalistes britànics.
Feu servir la seva fortuna per publicar una sèrie de llibres sobre ocells i altres animals amb magnífiques plaques de color. Escrigué els textos ell mateix i encarregà les il·lustracions a artistes com ara Joseph Wolf i Joseph Smit, que havien treballat per John Gould. Entre aquests llibres, hi havia A Monograph of the Phasianidae (Family of the Pheasants) (1870–72), A Monograph of the Paradiseidae or Birds of Paradise (1873), A Monograph of the Felidae or Family of Cats (1878) i Review of the Primates (1913).
El 1890 fou president de la Unió d'Ornitòlegs Americans. Esdevingué el primer conservador de zoologia del Museu Field, a Chicago, i el 1896, acompanyat per Carl Akeley, encapçalà l'expedició del museu a Somalilàndia, la primera expedició de recollida de mostres zoològiques a Àfrica organitzada per un museu nord-americà.
El 1899, juntament amb altres eminències científiques, fou convidat a participar en l'Expedició Harriman per estudiar i documentar la vida silvestre de la costa d'Alaska.
Fou un dels fundadors del Museu Americà d'Història Natural a Nova York, la Unió d'Ornitòlegs Americans i la Societat Zoològica de França.
Morí de pneumònia a Nova York el 22 de desembre del 1915.

## Llegat
L'Acadèmia Nacional de Ciències dels Estats Units lliura la Medalla Daniel Giraud Elliot «per treballs meritoris en zoologia o paleontologia publicats en un període d'entre tres i cinc anys».

## Selecció d'obres
- A monograph of the Paradiseidae or birds of paradise (1873)
- Catalogue of a Collection of Birds Obtained by the Expedition into Somali-land (1897).
- The Gallinaceous Game Birds of North America, Including the Partridges, Grouse, Ptarmigan, and Wild Turkeys (1897).
- Accession Record, Zoology 141 (1897).
- Catalogue of Mammals from the Olympic Mountains, Washington, with Descriptions of New Species (1899).
- Description of an Apparently New Species of Mountain Goat (1900).
- The Caribou of the Kenai Peninsula, Alaska (1901).
- The Deer Family (1902).
- Catalogue of Mammals Collected by E. Heller in Southern California (1904).
- The Land and Sea Mammals of Middle America and the West Indies (1904).
- A Check List of Mammals of the North American Continent, the West Indies and the Neighboring Seas (1905).
- A Catalogue of the Collection of Mammals in the Field Columbian Museum (1907).
- Review of the Primates, Volume I: Lemuroidea; Anthropoidea (Seniocebus to Saimiri) NY, 1912 Smithsonian Libraries

## Galeria

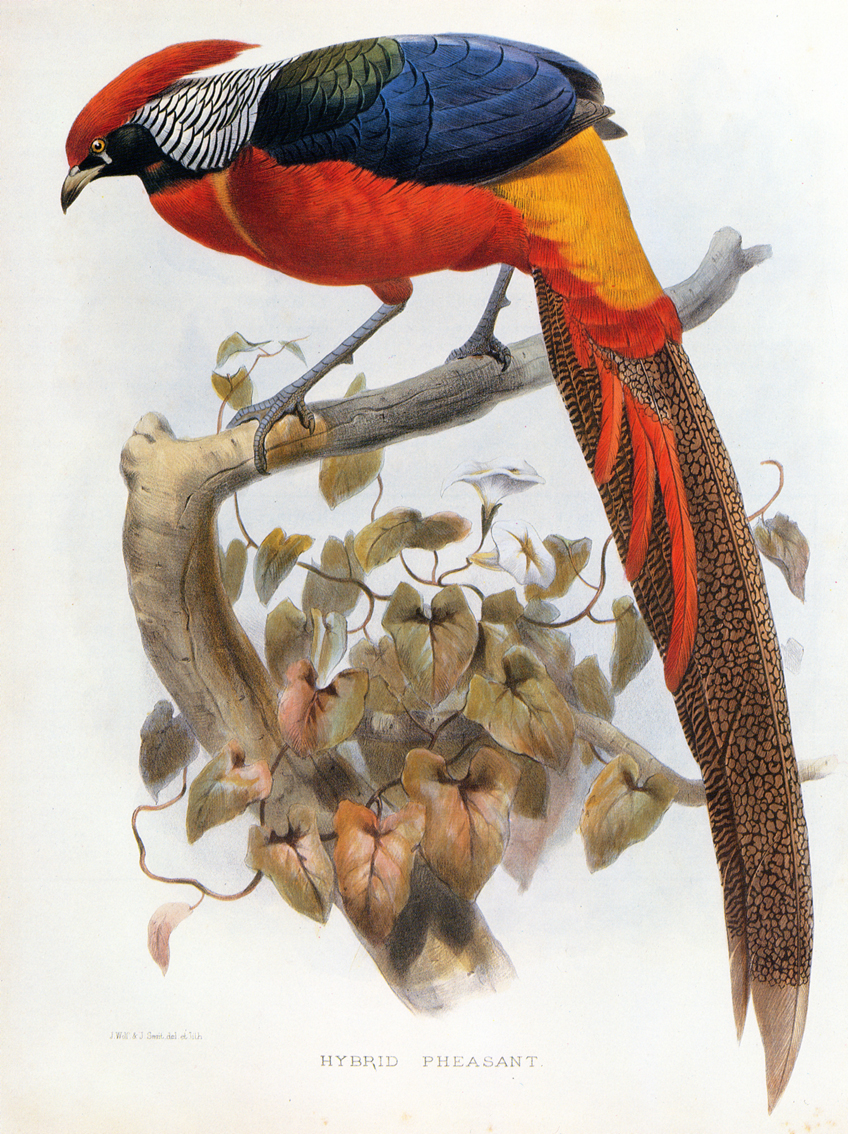
Faisà híbrid (Chrysolophus pictus × Chrysolophus amherstiae)
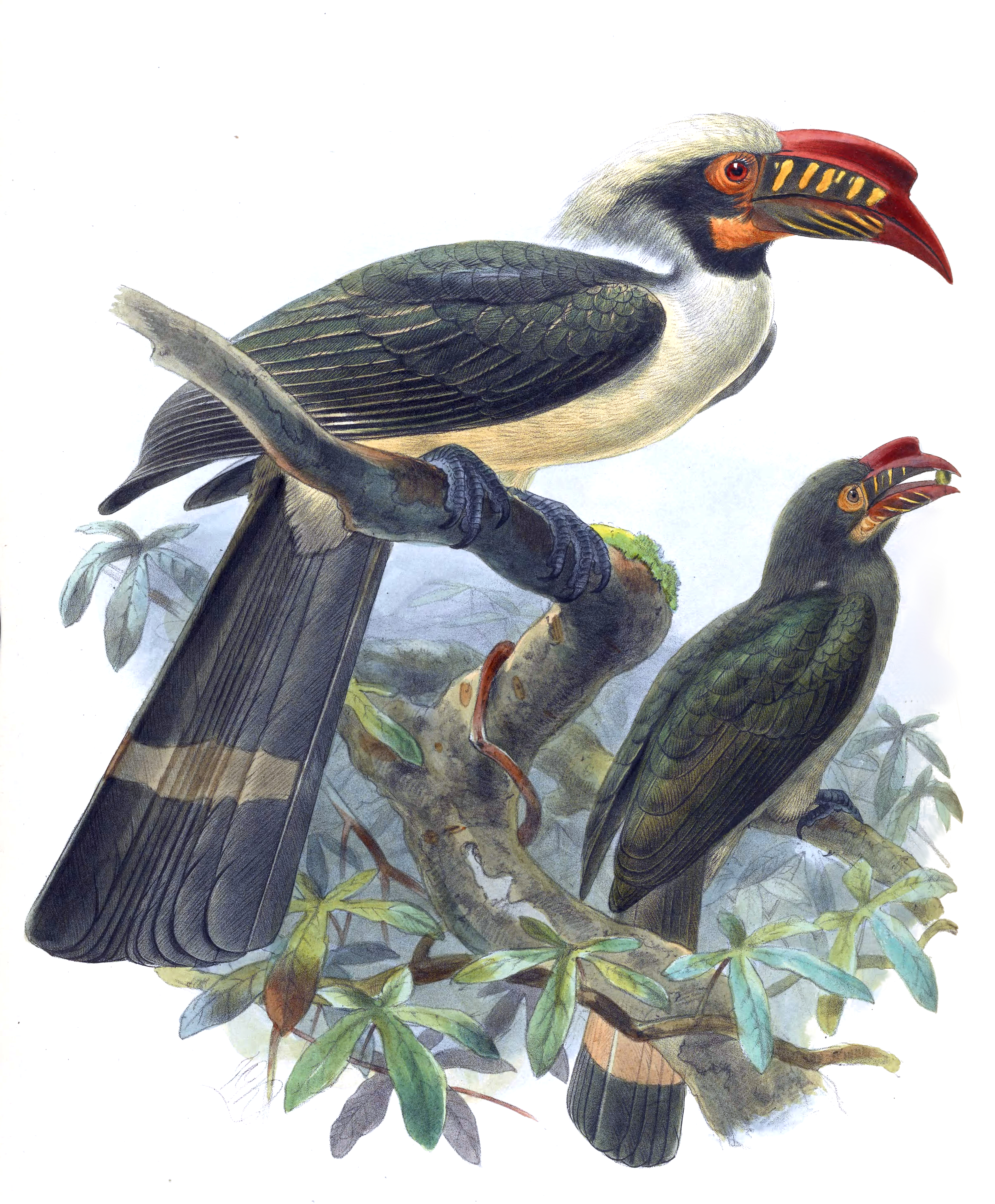
Penelopides manillae
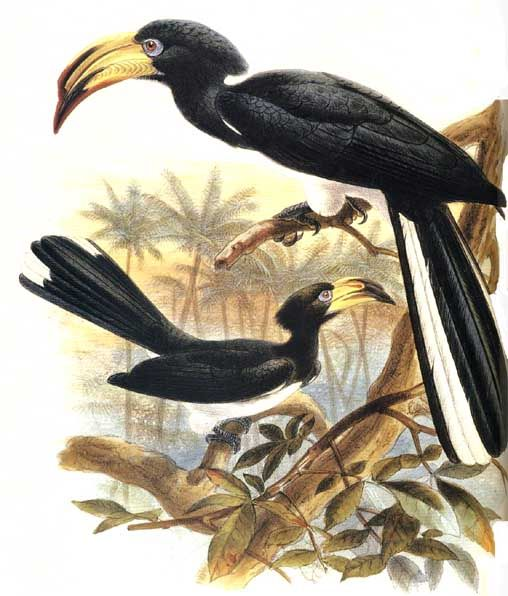
Tockus fasciatus
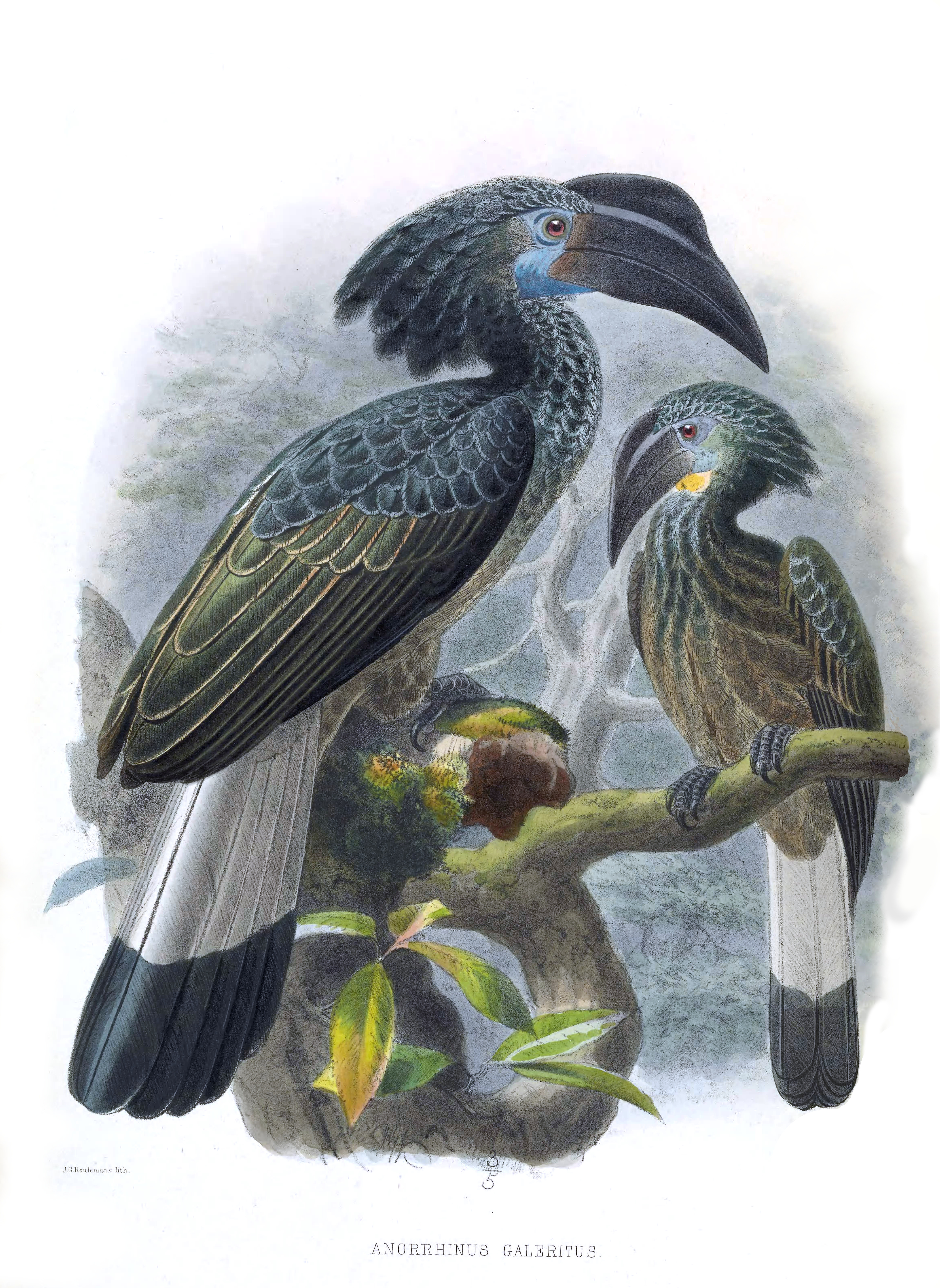
Anorrhinus galeritus
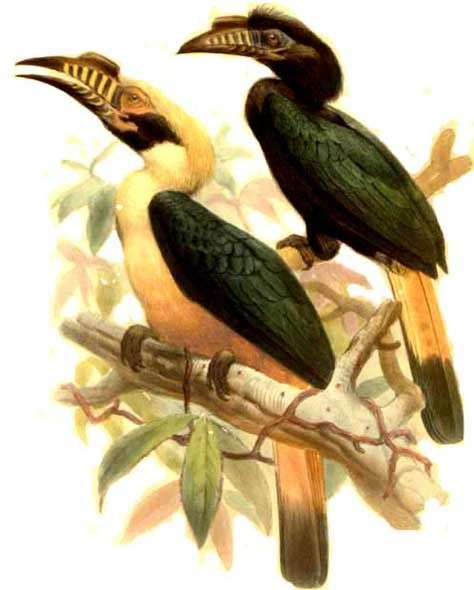
Penelopides panini